# Lars Kolvig
Lars Kolvig, född 11 februari 1946, död 30 mars 2011, var en dansk filmproducent och produktionsledare verksam mellan 1967 och 2004. Kolvig var bland annat producent för filmen En sång för Martin (2001) som nominerades till en Guldbagge för bästa film på Guldbaggegalan 2002. Han var biträdande producent för Kådisbellan (1993) och produktionsledare för Pelle Erövraren (1987). Under karriären samarbetade han bland annat med kända regissörer som Billie August, Jan Troell och Lars von Trier. När Liv Ullmann regidebuterade 1992 med filmen Sofie var Kolvig producent.

## Produktioner i urval
- 2001 – En sång för Martin
- 1997 – En doft av paradiset
- 1995 – När alla vet
- 1994 – Taxi till Portugal
- 1993 – Svart höst
- 1992 – Sofie